# Strotarchus
Strotarchus là một chi nhện trong họ Miturgidae.